# Teerhofinsel
Die Teerhofinsel, auch Teerhofsinsel, Ende des 19. Jahrhunderts im Volksmund Kamerun genannt, liegt in der Trave unterhalb von Lübeck. Sie entstand bei der 2. Korrektur des Flusslaufs im Jahr 1882. Durch einen Durchstich wurde der Weg von der Lübecker Bucht der Ostsee zum Lübecker Stadthafen erheblich verkürzt. So gehört die ursprünglich zum Stadtteil St. Gertrud gehörende Halbinsel seitdem als Insel zum Stadtteil St. Lorenz Nord.
Im nördlichen Altarm und im – durch einen Damm davon getrennten – südlich gelegenen Petroleumhafen befinden sich mehrere Yachthäfen und eine Bootsbauerei.
Eine Zeit lang war vorgesehen, die Lübecker Hafenflächen auf dem Gebiet der Teerhofinsel zu erweitern. Im Zuge der Erweiterung des Vorwerker Hafens durch die Lübecker Hafengesellschaft, über den der Lübecker Hafen den wesentlichen Teil des Verkehrs mit Finnland abwickelt, war als Hafenerweiterungsfläche vorgesehen. Der Altarm der Trave sollte teilweise zugeschüttet werden, um diese Erweiterungsflächen mit den bestehenden Flächen des Nordlandkais zu verbinden. Aufgrund der sinkenden Frachtraten und der langen Revierfahrten bestand immer weniger Interesse seitens der Reedereien, diese Erweiterung durchzuführen.

## Herkunft des Namens
Der Name leitet sich vom ehemals dort befindlichen Lübecker Teerhof ab. 
(Holz)Teer war ein wichtiges Handelsgut, das vorwiegend aus Skandinavien importiert wurde. Da Teer sehr feuergefährlich ist, wurde für die Lagerung außerhalb der Stadt Lübeck der Teerhof angelegt. 
In der Zeit der Segelschifffahrt wurde das Tauwerk durch Teeren gegen Verrottung geschützt. Außerdem diente Teer zur Abdichtung der Fugen zwischen den Planken der Schiffsrümpfe (Kalfatern). Teer war folglich von höchster Bedeutung für die Sicherheit der Schiffe. Daher erfolgte auf Beschluss des Rates der Hansestadt das Teeren von Tauwerk in Lübeck unter zentraler Aufsicht der Stadt im Teerhof.

## Geschichte
In Lübeck wurde der erste Teerhof um 1400 auf der nördlichen Wallhalbinsel eingerichtet. Die frisch geteerten Taue wurden dann anschließend in der Dröge getrocknet. 1845 (vor dem Hintergrund des Hamburger Brandes) wurde der Teerhof zunächst weiter traveabwärts nach Norden verlegt, um zuletzt 1883 auf die 1882 im Zuge der Travekorrektur entstandene Teerhofinsel verlegt zu werden.
1890 befanden sich hier ein geschlossener und zwei offene Schuppen für Teer, ein geschlossener für Petroleum, ein massives Gebäude für Pulver, ein in der Erde gelegenes für Dynamit und ein Schuppen für Feuerwerkskörper. Außerdem waren ein Verwaltungsgebäude, Wohnungen für die Teerwraker und Arbeiter vorhanden. Die Deutsch-Russische Naphta-Import-Gesellschaft besaß auf der Teerhofsinsel zwei Tanks, einen geschlossenen Schuppen, Verwaltungsgebäude und Arbeiterwohnungen.
Später wurde die Teerhofinsel militärisches Sperrgebiet. Die Pioniere aus der nahegelegenen Trave-Kaserne nutzten den Standortübungsplatz Teerhofinsel zwischen 1971 und 1993 unter anderem als Wasserübungsplatz. Neben der Bundeswehr übte dort auch der Bundesgrenzschutz.